# Deutsche Akademie für Metrologie

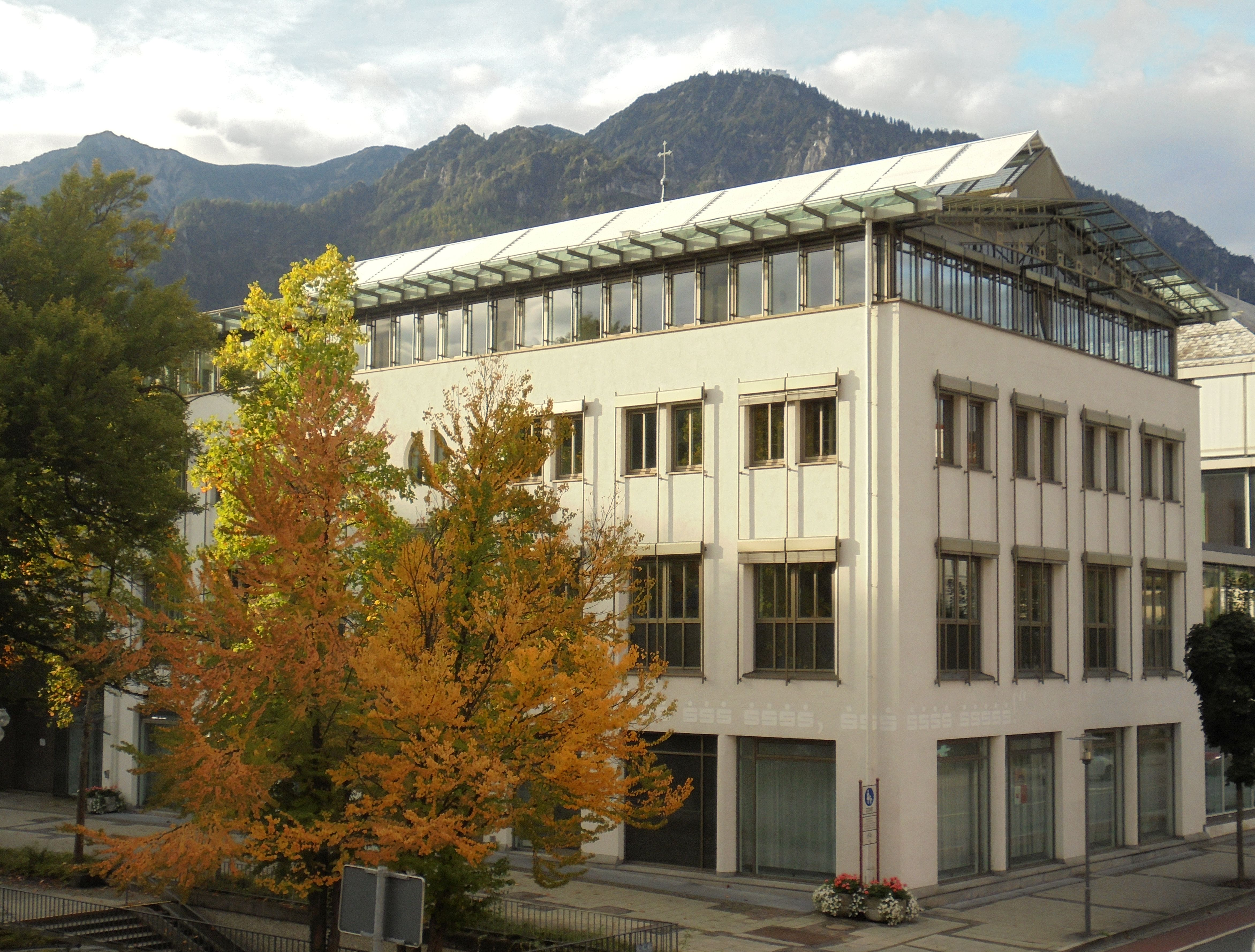
LMG-Hauptsitz und DAM in Bad Reichenhall im September 2019

Die Deutsche Akademie für Metrologie beim Bayerischen Landesamt für Maß und Gewicht (DAM) ist eine gemeinsame Aus- und Fortbildungseinrichtung für die Eichbediensteten aller Bundesländer, eingerichtet durch das Abkommen über einheitliche Ausbildung, Prüfung und Zusammenarbeit im Bereich des gesetzlichen Messwesens (Akademie-Abkommen) vom 8. März 2018.
Die Akademie ist organisatorisch dem Hauptsitz des Bayerischen Landesamtes für Maß und Gewicht (LMG) angegliedert und teilt mit ihm ein Gebäude.
Zusammen mit dem LMG-Hauptsitz ist sie im Zuge der Heimatstrategie „Regionalisierung von Verwaltung – Behördenverlagerung 2015“ der Bayerischen Staatsregierung aus München nach Bad Reichenhall verlagert worden. Dort hat die DAM seit 1. Januar 2020 offiziell ihren Sitz.
Die Akademie arbeitet in verschiedenen Projekten bei den Themen Metrologie, Normung, Qualitätsprüfung und Qualitätssicherung eng mit der Physikalisch-Technischen Bundesanstalt und der
Organisation Internationale de Métrologie Légale zusammen.

## Träger
Die Kosten der Akademie tragen gemäß dem Akademie-Abkommen die vertragsschließenden Länder. Seit der Verlagerung der DAM nach Bad Reichenhall beträgt der Sitzlandanteil des Freistaats Bayern 20 %, der Rest wird nach dem Königsteiner Schlüssel auf die Länder umgelegt. Die jährlichen Ausgaben betragen zurzeit ca. 600.000 Euro, etwa zur Hälfte gedeckt durch Teilnahmeentgelte.

## Aufgaben
- Ausbildung der technischen Eichbediensteten aller Bundesländer
- Fachseminare für die Eichverwaltungen
- Seminare für Wirtschaft und Industrie
- Sachkundeprüfungen für leitendes Personal staatlich anerkannter Prüfstellen für Versorgungsmessgeräte
- Zentrale Dienste für die Eichverwaltungen aller Bundesländer